# Красная книга Белгородской области
Красная книга Белгородской области — аннотированный список редких и находящихся под угрозой исчезновения животных, растений и грибов Белгородской области. Подготовлена коллективом учёных под редакцией А. В. Присного.

## Экологическая ситуация в области
Из 1400—1500 видов растений и 10000-12000 видов животных, распространённых в Белгородской области, более 30 видов растений и около 100 видов животных включены в Красную книгу России, ещё до 200 видов растений и более 250 видов животных требуют действенной охраны как редкие и исчезающие на региональном уровне. Особенно сильно страдают от деятельности человека — леса, степные сообщества и водоёмы, наиболее ценные для человека. Социально-экономические проблемы породили экологический вандализм как массовое явление. Его проявления — и в сплошном замусоривании земли, и в браконьерстве, и в умышленном поджоге лесов, лугов, и в рубке деревьев в защитных насаждениях… Если сейчас не найти действенного механизма для скорейшего прекращения экологического беспредела, уже в ближайшие годы значительная часть бюджета области будет уходить на восстановление разрушенной природы: экологические проблемы неизбежно превратятся в социально-экономические.

## Издание
Первое издание Красной книги Белгородской области выпущено в 2005 году. Красная книга Белгородской области является официальным изданием, предназначенным как для специалистов, так и для широкого круга читателей.
В издании представлен список редких и находящихся под угрозой исчезновения животных, растений и грибов Белгородской области, который включает 269 видов животных и 213 видов растений, грибов и лишайников. В Приложении включён список 79 видов растений и 175 видов животных, требующих повышенных мер охраны.
Для каждого вида приведены иллюстрации, карта распространения, определены статус и категория редкости, даны краткое описание, сведения о численности и необходимых мерах охраны.

## Списки видов
В Красную книгу Белгородской области редакции 2019 года внесено 528 видов организмов.

### Растения
- Dicranum flagellare — Дикранум флагеллевидный II / 2 (EN)
- Dicranum tauricum  — Дикранум таврический III / 3 (NT)
- Dicranum viride — Дикранум зеленый II / 2 (EN)
- Encalypta streptocarpa — Энкалипта скрученноплодная III / 3 (NT)
- Eurhynchium angustirete — Эвринхиум узкоклеточный III / 3 (NT)
- Hedwigia ciliata — Гедвигия реснитчатая III / 3 (NT)
- Herzogiella seligeri — Герцогиелла Зелигера III / 3 (NT)
- Homalia trichomanoides — Гомалия трихомановидная III / 3 (NT)
- Homalothecium lutescens — Гомалотециум желтеющий III / 3 (NT)
- Homalothecium sericeum — Гомалотециум шелковистый III / 3 (NT)
- Hylocomium splendens — Гилокомиум блестящий II / 2 (EN)
- Isothecium alopecuroides — Изотециум лисохвостоподобный II / 2 (EN)
- Leucodon sciuroides — Левкодон беличий III / 3 (NT)
- Metzgeria furcata — Метцгерия вильчатая II / 2 (EN)
- Physcomitrium arenicola — Фискомитриум песчаный II / 2 (EN)
- Plagiomnium medium — Плагиомниум средний II / 2 (EN)
- Plagiomnium undulatum — Плагиомниум волнистый II / 2 (EN)
- Porella platyphylla — Порелла плосколистная II / 2 (EN)
- Pterigynandrum filiforme — Птеригинандрум нитевидный III / 3 (NT)
- Ptilium crista-castrensis — Птилиум лагерный гребень II / 2 (EN)
- Rhodobryum onthariense — Родобриум онтарийский III / 3 (NT)
- Seligeria calcarea — Зелигерия известняковая III / 3 (NT)
- Sphagnum fimbriatum  — Сфагнум бахромчатый II / 2 (EN)
- Sphagnum magellanicum  — Сфагнум магелланский I / 1 (CR)
- Sphagnum obtusum  — Сфагнум тупой II / 2 (EN)
- Sphagnum palustre  — Сфагнум болотный I / 1 (CR)
- Sphagnum subsecundum  — Сфагнум однобокий II / 2 (EN)
- Stereodon vaucheri — Стереодон Воше III / 3 (NT)
- Straminergon stramineum — Страминергон соломенно-желтый II / 2 (EN)
- Syntrichia caninervis — Синтрихия седожилковая III / 3 (NT)
- Tetraphis pellucida — Тетрафис прозрачный II / 2 (EN)
- Timmia bavarica — Тиммия баварская III / 3 (NT)
- Tortella tortuosa — Тортелла извилистая II / 2 (EN)
- Tortula mucronifolia  — Тортула остроконечная III / 3 (NT)

- Lycopodium annotinum  —  Плаун годичный I / 1 (CR)
- Lycopodium clavatum —  Плаун булавовидный I / 1 (CR)

- Botrychium lunaria  — Гроздовник полулунный I / 1 (CR)
- Botrychium multifidum — Гроздовник многораздельный 0 / 0 (RE)
- Botrychium virginianum — Гроздовник виргинский 0 / 0 (RE)
- Dryopteris cristata — Щитовник гребенчатый II / 2 (EN)
- Ophioglossum vulgatum  — Ужовник обыкновенный I / 1 (CR)

- Adenophora liliifolia — Бубенчик лилиецветный III / 3 (NT)
- Adonis vernalis — Горицвет весенний V / 5 (VU)
- Adonis volgensis — Горицвет волжский III / 3 (NT)
- Ajuga laxmannii — Живучка Лаксманна V / 5 (VU)
- Allium decipiens — Лук обманчивый III / 3 (NT)
- Allium inaequale — Лук неравный V / 5 (VU)
- Allium paczoskianum — Лук Пачоского III / 3 (NT)
- Allium podolicum — Лук подольский III / 3 (NT)
- Allium praescissum — Лук предвиденный IV / 4 (DD)
- Allium ursinum — Лук медвежий III / 3 (NT)
- Alyssum gmelinii — Бурачок Гмелина III / 3 (NT)
- Alyssum lenense — Бурачок ленский III / 3 (NT)
- Amygdalus nana — Миндаль низкий V / 5 (VU)
- Androsace koso-poljanskii — Проломник Козо-Полянского V / 5 (VU)
- Anemone sylvestris — Ветреница лесная V / 5 (VU)
- Antennaria dioica — Кошачья лапка двудомная I / 1 (CR)
- Artemisia hololeuca — Полынь беловойлочная III / 3 (NT)
- Artemisia salsoloides — Полынь солянковидная III / 3 (NT)
- Asperula tephrocarpa — Ясменник сероплодный V / 5 (VU)
- Astragalus albicaulis — Астрагал белостебельный V / 5 (VU)
- Astragalus cretophyllus — Астрагал мелолюбивый I / 1 (CR)
- Astragalus dasyanthus — Астрагал шерстистоцветковый III / 3 (NT)
- Astragalus tanaiticus — Астрагал донской IV / 4 (DD)
- Astragalus testiculatus — Астрагал яйцеплодный I / 1 (CR)
- Astragaluspubiflorus — Астрагал опушённоцветковый III / 3 (NT)
- Asyneuma canescens — Азинеума сероватая V / 5 (VU)
- Bellevalia sarmatica — Бельвалия сарматская III / 3 (NT)
- Bothriochloa ischaemum — Бородач кровеостанавливающий III / 3 (NT)
- Bulbocodium versicolor — Брандушка разноцветная II / 2 (EN)
- Bupleurum multinerve — Володушка многожилковая I / 1 (CR)
- Calla palustris — Белокрыльник болотный 0 / 0 (RE)
- Campanula latifolia — Колокольчик широколистный IV / 4 (DD)
- Carex humilis — Осока низкая V / 5 (VU)
- Carex lasiocarpa — Осока волосистоплодная II / 2 (EN)
- Centaurea orientalis — Василёк восточный V / 5 (VU)
- Centaurea ruthenica — Василёк русский III / 3 (NT)
- Cephalanthera rubra — Пыльцеголовник красный I / 1 (CR)
- Cephalaria litwinowii — Головчатка Литвинова I / 1 (CR)
- Chartolepis glastifolia — Хартолепис вайдолистный III / 3 (NT)
- Chimaphila umbellata — Зимолюбка зонтичная I / 1 (CR)
- Clausia aprica — Клаусия солнцелюбивая III / 3 (NT)
- Clematis integrifolia — Ломонос цельнолистный V / 5 (VU)
- Clematis lathyrifolia — Ломонос чинолистный V / 5 (VU)
- Comarum palustre — Сабельник болотный II/ 2 (EN)
- Convolvulus lineatus — Вьюнок узколистный III / 3 (NT)
- Cotoneaster alaunicus — Кизильник алаунский III / 3 (NT)
- Crambe tataria — Катран татарский V / 5 (VU)
- Crocus reticulatus — Шафран сетчатый III / 3 (NT)
- Cypripedium calceolus — Венерин башмачок настоящий II / 2 (EN)
- Dactylorhiza cruenta — Пальчатокоренник кровавый II / 2 (EN)
- Dactylorhiza fuchsii — Пальчатокоренник Фукса II / 2 (EN)
- Dactylorhiza incarnata — Пальчатокоренник мясо-красный III / 3 (NT)
- Dactylorhiza maculata — Пальчатокоренник пятнистый IV / 4 (DD)
- Daphne altaica — Волчеягодник алтайский I / 1 (CR)
- Delphinium litwinowii — Живокость Литвинова III / 3 (NT)
- Dentaria bulbifera — Зубянка клубненосная III / 3 (NT)
- Dentaria quinquefolia — Зубянка пятилистная V / 5 (VU)
- Dianthus andrzejowskianus — Гвоздика Андржейовского III / 3 (NT)
- Dianthus eugeniae — Гвоздика Евгении IV / 4 (DD)
- Dianthus superbus — Гвоздика пышная III / 3 (NT)
- Dictamnus gymnostylis — Ясенец голостолбиковый III / 3 (NT)
- Diplotaxis cretacea — Двурядник меловой V / 5 (VU)
- Dracocephalum ruyschiana — Змееголовник Рюйша III / 3 (NT)
- Drosera rotundifolia — Росянка круглолистная I / 1 (CR)
- Echium russicum — Синяк русский III / 3 (NT)
- Elytrigia obtusiflora — Пырей тупоцветковый III / 3 (NT)
- Elytrigia stipifolia — Пырей ковылелистный I / 1 (CR)
- Ephedra distachya — Эфедра двухколосковая III / 3 (NT)
- Epipactis atrorubens — Дремлик тёмно-красный I / 1 (CR)
- Epipactis helleborine — Дремлик морозниковый V / 5 (VU)
- Epipactis palustris — Дремлик болотный II / 2 (EN)
- Eriophorum gracile — Пушица стройная 0 / 0 (RE)
- Eriophorum angustifolium — Пушица узколистная I / 1 (CR)
- Eriophorum vaginatum — Пушица влагалищная I / 1 (CR)
- Erucastrum cretaceum — Рогачка меловая III / 3 (NT)
- Fritillaria meleagris — Рябчик шахматный IV / 4 (DD)
- Fritillaria ruthenica — Рябчик русский III / 3 (NT)
- Galatella angustissima — Солонечник узколистный III / 3 (NT)
- Galatella biflora — Солонечник двухцветковый III / 3 (NT)
- Genista tanaitica — Дрок донской III / 3 (NT)
- Gentiana cruciata — Горечавка крестовидная V / 5 (VU)
- Gentiana pneumonanthe — Горечавка лёгочная III / 3 (NT)
- Gladiolus tenuis — Шпажник тонкий III / 3 (NT)
- Goniolimon tataricum — Углостебельник татарский III / 3 (NT)
- Gymnadenia conopsea — Кокушник длиннорогий II / 2 (EN)
- Hackelia deflexa — Гакелия отогнутая III / 3 (NT)
- Hammarbya paludosa — Хаммарбия болотная 0 / 0 (RE)
- Haplophyllum suaveolens — Цельнолистник душистый III / 3 (NT)
- Hedysarum grandiflorum — Копеечник крупноцветковый V / 5 (VU)
- Hedysarum ucrainicum  — Копеечник украинский III / 3 (NT)
- Helianthemum canum — Солнцецвет седой III / 3 (NT)
- Helianthemum cretaceum — Солнцецвет меловой III / 3 (NT)
- Hottonia palustris — Турча болотная 0 / 0 (RE)
- Hyacinthella leucophaea — Гиацинтик беловатый V / 5 (VU)
- Hyssopus cretaceus — Иссоп меловой III / 3 (NT)
- Inula oculus-christi — Девясил око Христа III / 3 (NT)
- Iris aphylla — Касатик безлистный V / 5 (VU)
- Iris halophila — Касатик солелюбивый III / 3 (NT)
- Iris pineticola Klok — Касатик боровой III / 3 (NT)
- Iris pumila — Касатик низкий III / 3 (NT)
- Iris sibirica — Касатик сибирский 0 / 0 (RE)
- Jurinea multiflora — Наголоватка многоцветковая I / 1 (CR)
- Krascheninnikovia ceratoides — Терескен обыкновенный III / 3 (NT)
- Laser trilobum — Лазурник трехлопастный III / 3 (NT)
- Laserpitium latifolium — Гладыш широколистный I / 1 (CR)
- Lathyrus venetus — Чина голубая I / 1 (CR)
- Lilium martagon — Лилия кудреватая III / 3 (NT)
- Limonium platyphyllum — Кермек щироколистный III / 3 (NT)
- Limonium tomentellum — Кермек опушённый III / 3 (NT)
- Linaria cretacea  — Льнянка меловая III / 3 (NT)
- Linaria odora — Льнянка душистая III / 3 (NT)
- Linum flavum — Лён жёлтый V / 5 (VU)
- Linum nervosum — Лён жилковатый III / 3 (NT)
- Linum ucranicum — Лён украинский V / 5 (VU)
- Liparis loeselii — Лосняк Лёзеля 0 / 0 (RE)
- Listera ovata — Тайник яйцевидный III / 3 (NT)
- Lithospermum purpureo-coeruleum — Воробейник пурпурово-голубой III / 3 (NT)
- Matthiola fragrans — Левкой душистый III / 3 (NT)
- Menyanthes trifoliata — Вахта трёхлистная IV / 4 (DD)
- Neottia nidus-avis — Гнездовка обыкновенная V / 5 (VU)
- Nymphaea candida — Кувшинка белоснежная V / 5 (VU)
- Onosma tanaitica — Оносма донская V / 5 (VU)
- Onosma tinctoria — Оносма красильная III / 3 (NT)
- Onosmapolychroma — Оносма многоцветная III / 3 (NT)
- Orchis coriophora — Ятрышник клопоносный 0 / 0 (RE)
- Orchis militaris — Ятрышник шлемоносный II / 2 (EN)
- Orchis ustulata — Ятрышник обожжённый IV / 4 (DD)
- Orchis palustris — Ятрышник болотный III / 3 (NT)
- Ornithogalum kochii — Птицемлечник Коха V / 5 (VU)
- Paeonia tenuifolia — Пион тонколистный V / 5 (VU)
- Parnassiapalustris — Белозор болотный II / 2 (EN)
- Pedicularispalustris — Мытник болотный II / 2 (EN)
- Pinus silvestris var — Сосна меловая I / 1 (CR)
- Platanthera bifolia — Любка двулистная III / 3 (NT)
- Platanthera chlorantha — Любка зеленоцветковая III / 3 (NT)
- Polygala sibirica — Истод сибирский V / 5 (VU)
- Potentilla alba — Лапчатка белая III / 3 (NT)
- Psathyrostachys desertorum — Ломкоколосник пустынный II / 2 (EN)
- Pulsatilla patens — Прострел раскрытый V / 5 (VU)
- Pulsatilla pratensis — Прострел луговой III / 3 (NT)
- Pyrola chlorantha — Грушанка зеленоцветковая IV / 4 (DD)
- Pyrola minor — Грушанка малая III / 3 (NT)
- Scheuchzeria palustris — Шейхцерия болотная I / 1 (CR)
- Schivereckia hyperborea — Шиверекия северная II / 2 (EN)
- Scorzonera humilis — Козелец низкий III / 3 (NT)
- Scorzonerapurpurea — Козелец пурпуровый V / 5 (VU)
- Scrophularia cretacea  — Норичник меловой III / 3 (NT)
- Scutellaria supina — Шлемник приземистый V / 5 (VU)
- Sempervivum ruthenicum — Молодило русское III / 3 (NT)
- Serratula tanaitica  — Серпуха донская I / 1 (CR)
- Silene cretacea — Смолёвка меловая I / 1 (CR)
- Silene supina — Смолёвка приземистая V / 5 (VU)
- Stipa borystenica — Ковыль днепровский III / 3 (NT)
- Stipa dasyphylla — Ковыль опушённолистный I / 1 (CR)
- Stipa lessingiana — Ковыль Лессинга V / 5 (VU)
- Stipa pennata — Ковыль перистый V / 5 (VU)
- Stipa pulcherrima — Ковыль красивейший III / 3 (NT)
- Stipa tirsa Stev — Ковыль тирса III / 3 (NT)
- Stipa zalesskii — Ковыль Залесского I / 1 (CR)
- Tanacetum achilleifolium — Пижма тысячелистниколистная III / 3 (NT)
- Thysselinum palustre — Тиселинум болотный II / 2 (EN)
- Trollius europaeus — Купальница европейская III / 3 (NT)
- Tulipa biebersteiniana — Тюльпан Биберштейна V / 5 (VU)
- Tulipa schrenkii — Тюльпан Шренка I / 1 (CR)
- Valeriana rossica — Валериана русская V / 5 (VU)
- Valeriana tuberosa — Валериана клубненосная III / 3 (NT)
- Verbascum phoeniceum — Коровяк фиолетовый V / 5 (VU)
- Vinca herbacea — Барвинок травянистый V / 5 (VU)

### Грибы и лишайники
- Bacidia rubella — Бацидия красноватая I / 1 (CR)
- Bryoria fuscescens — Бриория буроватая I / 1 (CR)
- Cetraria sepincola — Цетрария заборная II / 2 (EN)
- Chaenotheca stemonea — Хенотека порошистая III / 3 (NT)
- Chaenothecaphaeocephala — Хенотека темноголовая I / 1 (CR)
- Cladonia arbuscula — Кладония лесная II / 2 (EN)
- Cladonia botrytes — Кладония гроздевидная I / 1 (CR)
- Cladonia crispata — Кладония кудрявая II / 2 (EN)
- Cladonia deformis — Кладония бесформенная I / 1 (CR)
- Cladonia foliacea — Кладония листоватая IV / 4 (DD)
- Cladonia magyarica — Кладония мадьярская II / 2 (EN)
- Cladonia mitis — Кладония мягкая II / 2 (EN)
- Cladonia rangiferina — Кладония оленья II / 2 (EN)
- Cladonia stellaris — Кладония звездчатая I / 1 (CR)
- Cladonia subrangiformis — Кладония оленероговидная I / 1 (CR)
- Cladonia symphycarpa — Кладония сростноплодная III / 3 (NT)
- Cladonia uncialis — Кладония дюймовая II / 2 (EN)
- Cladonia verticillata — Кладония мутовчатая III / 3 (NT)
- Diploschistes muscorum — Диплосхистес моховой I / 1 (CR)
- Evernia mesomorpha — Эверния мезоморфная I / 1 (CR)
- Icmadophila ericetorum — Икмадофила вересковая IV / 4 (DD)
- Lathagrium cristatum — Латагриум гребенчатый I / 1 (CR)
- Lepra albescens — Лепра белеющая III / 3 (NT)
- Lepra amara — Лепра горькая I / 1 (CR)
- Megaspora verrucosa — Мегаспора бородавчатая I / 1 (CR)
- Melanelixia glabra — Меланеликсия голая II / 2 (EN)
- Parmelinapastillifera — Пармелина шариконосная IV / 4 (DD)
- Parmeliopsis hyperopta — Пармелиопсис темный I / 1 (CR)
- Peltigera canina — Пельтигера собачья III / 3 (NT)
- Peltigera neckeri — Пельтигера Некера II / 2 (EN)
- Peltigeraponojensis — Пельтигера понойская II / 2 (EN)
- Peltigerapraetextata — Пельтигера окаймленная II / 2 (EN)
- Placidium lachneum — Плацидиум лахнеум III / 3 (NT)
- Platismatia glauca — Платизмация серая I / 1 (CR)
- Protoparmeliopsis muralis — Протопармелиопсис настенный III / 3 (NT)
- Pseudevernia furfuracea — Псевдеверния зернистая III / 3 (NT)
- Thalloidima physaroides — Таллоидима пузыревидная III / 3 (NT)
- Tuckermannopsis chlorophylla — Тукерманопсис хлорофилловый I / 1 (CR)
- Usnea hirta — Уснея жестковолосистая III / 3 (NT)
- Usnea subfloridana — Уснея почти цветущая II / 2 (EN)

- Morchella steppicola — Сморчок степной III / 3 (NT)
- Tuber aestivum — Трюфель летний II / 2 (EN)
- Amanita strobiliformis — Мухомор шишкообразный III / 3 (NT)
- Boletus aereus — Боровик бронзовый III / 3 (NT)
- Butyriboletus fechtneri — Боровик Фехтнера III / 3 (NT)
- Gyroporus castaneus — Гиропор каштановый III / 3 (NT)
- Geastrum fornicatum — Звездовик сводчатый III / 3 (NT)
- Myriostoma coliforme — Мириостома шейковидная III / 3 (NT)
- Buglossoporus quercinus — Буглоссопорус дубовый III / 3 (NT)
- Grifola frondosa — Грифола курчавая III / 3 (NT)
- Leptoporus mollis — Лептопорус мягкий III / 3 (NT)
- Aurantiporus croceus — Трутовик шафранный V / 5 (VU)
- Ganoderma lucidum — Трутовик лакированный III / 3 (NT)
- Polyporus umbellatus — Трутовик разветвленный III / 3 (NT)
- Gloeohypochnicium analogum — Глеогипохнициум аналогичный III / 3 (NT)
- Hericium coralloides — Ежовик коралловидный IV / 4 (DD)

### Животные
- Hirudo medicinalis — Пиявка медицинская II / 2 (EN)
- Erpobdella testacea — Эрпобделла тестацеа II / 2 (EN)

- Cepaea vindobonensis — Цепея австрийская V / 5 (VU)
- Helicopsis striata striata — Улитка степная ребристая III / 3 (NT)
- Helix pomatia — Улитка виноградная V / 5 (VU)
- Pseudoanodonta complanata — Беззубка узкая III / 3 (NT)
- Pupilla bigranata — Пупилла биграната III / 3 (NT)
- Pupilla triplicata — Улитка моховая трехзубая III / 3 (NT)
- Truncatellina costulata — Трункателлина костулата III / 3 (NT)

- Streptocephalus torvicornis —  Цепоголов мрачноусый IV / 4 (DD)
- Triops cancriformis —  Щитень ракообразный III / 3 (NT)
- Cylisticus cretaceus  — Цилистикус меловой III / 3 (NT)

- Araneus grossus  — Крестовик большой III / 3 (NT)
- Argiope lobata — Аргиопа дольчатая III / 3 (NT)
- Atypus muralis — Землекоп степной I / 1 (CR)
- Dolomedes plantarius — Охотник полосатый III / 3 (NT)
- Eresus kollari — Эрезус черный III / 3 (NT)
- Glomeris hexasticha — Гломерис шестиштриховый II / 2 (EN)
- Polyxenus lagurus  — Кистехвост обыкновенный III / 3 (NT)
- Trogulus tricarinatus tricarinatus — Трогулюс трёхкилевый IV / 4 (DD)

- Aesalus scarabaeoides — Рогачик хрущиковидный 0 / 0 (RE)
- Aglia tau — Павлиноглазка рыжая II / 2 (EN)
- Agramma atricapillum — Аграмма атрикапиллум III / 3 (NT)
- Agramma tropidopterum — Аграмма тропидоптерум II / 2 (EN)
- Agriades pyrenaicus — Голубянка пиренейская I / 1 (CR)
- Agrius convolvuli — Бражник вьюнковый III / 3 (NT)
- Ammobiota hebe — Медведица Геба III / 3 (NT)
- Amphimallon volgensе — Хрущик волжский III / 3 (NT)
- Anoxiapilosa — Хрущ волосатый I / 1 (CR)
- Apatura iris — Переливница большая III / 3 (NT)
- Aphthona erichsoni — Прыгун Эрихсона II / 2 (EN)
- Bombus armeniacus scythes — Шмель армянский III / 3 (NT)
- Bombus cullumanus — Шмель пластинчатозубый III / 3 (NT)
- Bombus laesus — Шмель уклоненный III / 3 (NT)
- Bombus muscorum — Шмель моховой V / 5 (VU)
- Bombus ruderatus — Шмель красноватый III / 3 (NT)
- Bombus soroeensis — Шмель изменчивый II/ 2 (EN)
- Bombus subterraneus — Шмель подземный III / 3 (NT)
- Bombus zonatus  — Шмель ленточный III / 3 (NT)
- Bombus pomorum — Шмель плодовый V / 5 (VU)
- Brintesia circe — Цирцея IV / 4 (DD)
- Brychius elevatus — Плавунчик брихиус поднимающийся V / 5 (VU)
- Callimorpha dominula — Медведица-госпожа III / 3 (NT)
- Calosoma sycophanta — Красотел пахучий 0 / 0 (RE)
- Camponotus fallax — Муравей-древоточец блестящий III / 3 (NT)
- Carabus coriaceus — Жужелица морщинистая I / 1 (CR)
- Carabus estreicheri — Жужелица Эстрейхера II / 2 (EN)
- Carabus hungaricus  — Жужелица венгерская I / 1 (CR)
- Carabus stscheglowi  — Жужелица Щеглова III / 3 (NT)
- Cardiocondyla elegans — Муравей длинностебельчатый III / 3 (NT)
- Catocala fraxini — Лента орденская голубая III / 3 (NT)
- Catocala sponsa — Лента орденская малиновая III / 3 (NT)
- Celes variabilis — Кобылка изменчивая III / 3 (NT)
- Cerambyx cerdo — Усач большой дубовый 0 / 0 (RE)
- Cerocoma schreberi  — Узелкоус Шребера II / 2 (EN)
- Chaetocnema aerosa — Блошка воздушная I / 1 (CR)
- Chasara briseis — Брисеида II / 2 (EN)
- Chioneosomapulvereum — Хрущ белоопыленный I / 1 (CR)
- Chorthippuspullus — Конёк красноногий III / 3 (NT)
- Cicadetta montana — Цикада горная III / 3 (NT)
- Coenomyia ferruginea — Стволоедка ржавая III / 3 (NT)
- Colias mirmidone — Желтушка ракитниковая IV / 4 (DD)
- Colpa quinquecincta — Сколия пятипоясковая III / 3 (NT)
- Colpa sexmaculata — Сколия шестипятнистая III / 3 (NT)
- Coranus laticeps — Хищнец широколобый IV / 4 (DD)
- Cryptocephalus bohemius — Скрытноглав цыганский III / 3 (NT)
- Cryptocephalus connexus — Скрытноглав связанный III / 3 (NT)
- Cryptocephalus flavicollis  — Скрытноглав желтоусый III / 3 (NT)
- Cryptocephalus gamma — Скрытноглав-гамма III / 3 (NT)
- Dasylabris regalis — Дазилабрис регалис IV / 4 (DD)
- Dasypogon diadema — Ктырь диадема III / 3 (NT)
- Deilephila elpenor — Бражник винный средний III / 3 (NT)
- Deutoleon lineatus — Муравьиный лев линейчатый II / 2 (EN)
- Dicerca alni — Златка ольховая III / 3 (NT)
- Dorycephalus baeri — Длинноголовка Бэра II / 2 (EN)
- Drepanopteryxphalaenoides — Листокрылка II / 2 (EN)
- Drilus concolor  — Дрилус одноцветный III / 3 (NT)
- Dytiscus latissimus  — Плавунец широчайший 0 / 0 (RE)
- Elasmostethus brevis  — Элазмостетус короткий III / 3 (NT)
- Emus hirtus — Стафилин мохнатый III / 3 (NT)
- Endromis versicolora — Шелкокрыл березовый IV / 4 (DD)
- Eudia pavonia — Павлиний глаз малый ночной II / 2 (EN)
- Euidosomus acuminatus — Слоник острокрылый III / 3 (NT)
- Eulecanium caraganae — Ложнощитовка чилиговая (карагановая) II / 2 (EN)
- Euplagia quadripunctaria — Медведица четырёхточечная III / 3 (NT)
- Eurythyrea quercus — Златка дубовая зеленая I / 1 (CR)
- Galeatus sinuatus — Галеатус синуатус II / 2 (EN)
- Gastropacha populifolia — Коконопряд тополеволистный II / 2 (EN)
- Gastropacha quercifolia — Коконопряд дуболистный II / 2 (EN)
- Geotrupes puncticollis — Навозник-землерой шипоносец I / 1 (CR)
- Geotrupes stercorarius — Навозник-землерой обыкновенный II / 2 (EN)
- Hamearis lucina — Люцина IV / 4 (DD)
- Hemaris fusciformis — Шмелевидка жимолостевая III / 3 (NT)
- Hemaris tityus — Шмелевидка скабиозовая III / 3 (NT)
- Hycleuspolymorphus — Нарывник цветочный I / 1 (CR)
- Iphiclides podalirius — Подалирий V / 5 (VU)
- Isophya rossica — Изофия русская скромная I / 1 (CR)
- Isophya stepposa — Изофия степная I / 1 (CR)
- Kervillea kirgisorum — Пухлокрыл киргизский III / 3 (NT)
- Lagria atripes — Мохнатка черноногая III / 3 (NT)
- Lagria laticollis — Мохнатка широкошейная III / 3 (NT)
- Lamprodila rutilans — Златка липовая блестящая III / 3 (NT)
- Laothoe populi — Бражник тополевый II / 2 (EN)
- Lemonia dumi — Шелкопряд салатный (осенний) IV / 4 (DD)
- Lucanus cervus — Жук-олень обыкновенный V / 5 (VU)
- Mantispa styriaca — Мантиспа обыкновенная III / 3 (NT)
- Marumba quercus — Бражник дубовый II / 2 (EN)
- Megachile rotundata — Пчела-листорез люцерновая II / 2 (EN)
- Megascolia maculata — Сколия пятнистая V / 5 (VU)
- Melitturga clavicornis — Мелиттурга булавоусая IV / 4 (DD)
- Meloê reitteri  — Майка Рейтера III / 3 (NT)
- Meloê rugosus — Майка морщинистая IV / 4 (DD)
- Metropis mayri — Метропис Майра III / 3 (NT)
- Mimas tiliae — Бражник липовый II/ 2 (EN)
- Mylabris geminata  — Нарывник южный II/ 2 (EN)
- Mylabris pusilla  — Нарывник-крошка II / 2 (EN)
- Myrmecaelurus trigrammus — Муравьиный лев трехштриховый II / 2 (EN)
- Necydalis major — Усач большой короткокрылый III / 3 (NT)
- Neolycaena rhymnus — Голубянка степная угольная V / 5 (VU)
- Nicrophorus germanicus — Могильщик германский III / 3 (NT)
- Nymphalis antiopa — Траурница IV / 4 (DD)
- Oedaleus decorus — Кобылка чернополосая III / 3 (NT)
- Omias verruca — Омиас бородавчатый III / 3 (NT)
- Onconotus laxmanni — Севчук Лаксманна III / 3 (NT)
- Osmoderma barnabita — Отшельник пахучий I / 1 (CR)
- Otiorrhynhus asphaltinus creticola — Скосарь меловой III / 3 (NT)
- Pachylister inaequalis — Пахилистер неравный III / 3 (NT)
- Pachyta quadrimaculata — Пахита пятнистая 0 / 0 (RE)
- Pangonius pyritosus — Пангония бурая IV / 4 (DD)
- Papilio machaon — Махаон V / 5 (VU)
- Parnassius mnemosyne — Мнемозина V / 5 (VU)
- Parnopes grandior — Парнопес крупный III / 3 (NT)
- Pholidoptera frivaldskyi — Кустолюбка Фривальдского II / 2 (EN)
- Phyllodromica megerlei — Таракан точечный IV / 4 (DD)
- Phymata crassipes — Хищнец толстоногий II / 2 (EN)
- Picromerus bidens — Щитник двузубый II / 2 (EN)
- Podismapedestris — Кобылка бескрылая 0 / 0 (RE)
- Poecilimon scythicus — Пилохвост скифский II / 2 (EN)
- Poecilimon ukrainicus — Пилохвост украинский I / 1 (CR)
- Polyommatus daphnis — Голубянка зубчатокрылая II / 2 (EN)
- Porphyrophora polonica — Кошениль польская III / 3 (NT)
- Potosia lugubris — Бронзовка мраморная III / 3 (NT)
- Proformica epinotalis — Муравей степной медовый III / 3 (NT)
- Proserpinus proserpina — Бражник зубокрылый III / 3 (NT)
- Prosevania fuscipes — Прозевания фусципес 0 / 0 (RE)
- Prosodes obtusa — Обтуза тупая III / 3 (NT)
- Protaetia aeruginosa — Бронзовка гладкая III / 3 (NT)
- Protaetia affinis — Бронзовка родственная III / 3 (NT)
- Psectra diptera — Псектра двукрылая I / 1 (CR)
- Psophus stridulus — Огневка трескучая I / 1 (CR)
- Rophitoides canus — Рофитоидес серый III / 3 (NT)
- Saga pedo — Дыбка степная I / 1 (CR)
- Saturnia spini — Павлиноглазка терновая II / 2 (EN)
- Saturnia pyri — Павлиноглазка грушевая 0 / 0 (RE)
- Scolia galbula — Сколия желтоголовая IV / 4 (DD)
- Scolia hirta — Сколия мохнатая IV / 4 (DD)
- Sinodendron cylindricum — Носорог малый I / 1 (CR)
- Smicromyrme septentrionalis — Смикромирме септемтрионалис IV / 4 (DD)
- Solenopsis ilinei — Соленопсис Илинея III / 3 (NT)
- Sphingonotus caerulans — Пустынница голубокрылая II/ 2 (EN)
- Strongylognathus karawajewi — Стронгилогнатус Караваева III / 3 (NT)
- Taphoxenus gigas — Тафоксенус гигантский II / 2 (EN)
- Tchurtchurnella eugenia — Пухлокрыл Евгении III / 3 (NT)
- Tentyria nomas — Чернотелка бахчевая III / 3 (NT)
- Tituboea macropus — Антипа большеногая III / 3 (NT)
- Trichius fasciatus — Восковик перевязанный 0 / 0 (RE)
- Zerynthia polyxena — Поликсена III / 3 (NT)
- Zygaena laeta — Пестрянка веселая II / 2 (EN)

- Eudontomyzon mariae — Минога украинская III / 3 (NT)

- Acipenser ruthenus — Стерлядь III / 3 (NT)
- Rutilus frisii — Вырезуб 0 / 0 (RE)
- Chalcalburnus chalcoides mento — Шемая азово-черноморская III / 3 (NT)
- Alburnoides bipunctatus rossicus — Быстрянка русская IV / 4 (DD)
- Chondrostoma nasus — Подуст обыкновенный I / 1 (CR)
- Vimba vimba — Рыбец черноморский I / 1 (CR)
- Aspius aspius — Жерех II / 2 (EN)
- Phoxinus phoxinus — Гольян I / 1 (CR)
- Leuciscus danilewskii — Елец Данилевского I / 1 (CR)

- Bufo bufo —  Жаба серая III / 3 (NT)
- Hyla orientalis — Квакша восточная 0 / 0 (RE)
- Rana temporaria  — Лягушка травяная 0 / 0 (RE)

- Eremias arguta — Ящурка разноцветная I / 1 (CR)
- Zootoca vivipara — Ящерица живородящая III / 3 (NT)
- Natrix tessellata — Уж водяной I / 1 (CR)
- Coronella austriaca — Медянка обыкновенная III / 3 (NT)
- Vipera renardi — Восточная степная гадюка II / 2 (EN)
- Vipera berus nikolskii — Гадюка Никольского III / 3 (NT)

- Alcedo atthis — Обыкновенный зимородок III / 3 (NT)
- Anas strepera — Серая утка IV / 4 (DD)
- Anser anser — Серый гусь III / 3 (NT)
- Anser erythropus — Пискулька IV / 4 (DD)
- Aquila chrysaetus — Беркут II / 2 (EN)
- Aquila clanga — Большой подорлик I / 1 (CR)
- Ardea purpurea — Рыжая цапля III / 3 (NT)
- Asio flammeus — Болотная сова III / 3 (NT)
- Athene noctua — Домовый сыч II / 2 (EN)
- Aythya nyroca — Белоглазая чернеть I / 1 (CR)
- Bubo bubo — Филин III / 3 (NT)
- Buteo rufinus — Курганник III / 3 (NT)
- Chlidonias hybrida — Белощёкая крачка III / 3 (NT)
- Ciconia nigra — Черный аист III / 3 (NT)
- Circaetus gallicus — Змееяд I / 1 (CR)
- Circus macrourus — Степной лунь II / 2 (EN)
- Circus pygargus — Луговой лунь III / 3 (NT)
- Columba oenas — Клинтух III / 3 (NT)
- Coracias garrulus  — Сизоворонка I / 1 (CR)
- Cygnus olor — Лебедь-шипун III / 3 (NT)
- Dendrocopos medius — Средний дятел III / 3 (NT)
- Egretta alba — Большая белая цапля III / 3 (NT)
- Emberiza calandra  — Просянка III / 3 (NT)
- Falco cherrug — Балобан II / 2 (EN)
- Falco peregrinus — Сапсан II / 2 (EN)
- Falco subbuteo — Чеглок III / 3 (NT)
- Falco tinnunculus — Обыкновенная пустельга III / 3 (NT)
- Falco vespertinus — Кобчик II / 2 (EN)
- Gallinago media — Дупель IV / 4 (DD)
- Gavia arctica arctica — Европейская чернозобая гагара II / 2 (EN)
- Grus grus — Серый журавль III / 3 (NT)
- Haematopus ostralegus — Кулик-сорока III / 3 (NT)
- Haliaeetus albicilla —  Орлан-белохвост III / 3 (NT)
- Hieraaetus pennatus — Орел-карлик III / 3 (NT)
- Himantopus himantopus — Ходулочник III / 3 (NT)
- Lanius excubitor — Серый сорокопут III / 3 (NT)
- Larus ichthyaetus — Черноголовый хохотун III / 3 (NT)
- Larus minutus  — Малая чайка IV / 4 (DD)
- Limosa limosa — Большой веретенник II / 2 (EN)
- Lullula arborea — Лесной жаворонок III / 3 (NT)
- Milvus migrans — Черный коршун V / 5 (VU)
- Numenius arquata — Большой кроншнеп III / 3 (NT)
- Oenanthe isabellina — Каменка-плясунья III / 3 (NT)
- Oenanthe pleschanka — Каменка-плешанка II / 2 (EN)
- Otis tarda — Дрофа I / 1 (CR)
- Otus scops — Сплюшка III / 3 (NT)
- Pandion haliaetus — Скопа III / 3 (NT)
- Pernis apivorus — Обыкновенный осоед III / 3 (NT)
- Phoenicurus phoenicurus — Обыкновенная горихвостка III / 3 (NT)
- Podiceps grisegena — Серощекая поганка III / 3 (NT)
- Podiceps ruficollis — Малая поганка III / 3 (NT)
- Recurvirostra avosetta  — Шилоклювка III / 3 (NT)
- Rufibrenta ruficollis — Краснозобая казарка IV / 4 (DD)
- Sterna albifrons  — Малая крачка II / 2 (EN)
- Sterna hirundo — Речная крачка III / 3 (NT)
- Streptopelia turtur — Обыкновенная горлица III / 3 (NT)
- Tadorna ferruginea — Огарь III / 3 (NT)
- Tadorna tadorna — Пеганка III / 3 (NT)
- Tetrax tetrax — Стрепет I / 1 (CR)
- Tringa stagnatilis — Поручейник III / 3 (NT)
- Tringa totanus — Травник III / 3 (NT)

- Neomys anomalus — Кутора малая III / 3 (NT)
- Desmana moschata — Выхухоль русская 0 / 0 (RE)
- Myotis dasycneme — Ночница прудовая III / 3 (NT)
- Myotis nattereri — Ночница реснитчатая III / 3 (NT)
- Nyctalus leisleri — Вечерница малая III / 3 (NT)
- Plecotus auritus — Ушан бурый III / 3 (NT)
- Mustela lutreola novikovi — Норка европейская среднерусская I / 1 (CR)
- Mustela erminea  — Горностай IV / 4 (DD)
- Mustela eversmannii — Хорек светлый IV / 4 (DD)
- Vormela peregusna — Перевязка II / 2 (EN)
- Lutra lutra — Выдра северная IV / 4 (DD)
- Lagurus lagurus — Степная пеструшка III / 3 (NT)
- Spermophilus suslicus — Суслик крапчатый I / 1 (CR)
- Allactaga major — Тушканчик большой I / 1 (CR)
- Cricetus cricetus — Хомяк обыкновенный II / 2 (EN)